# Autoestrada RA2 (Itália)
A Autoestrada RA2 é uma autoestrada na região da Campânia, na Itália, que faz a ligação entre a autoestrada A3, nomeadamente o trecho que passa pelo bairro de Fratte na cidade de Salerno, e Avellino. Com 30 km de extensão, sua gestão está a cargo da ANAS S.p.A. Na rede de estradas europeias, pertence ao trecho da E841.

## Percurso
| RA 2 Salerno-Avellino |                                                     |      |      |           |                  |
| Tipo                  | Saída                                               | ↓km↓ | ↑km↑ | Província | Estrada europeia |
|                       | Salerno - Reggio Calabria                           | 0    | 30   | SA        |                  |
|                       | Baronissi                                           | 5    | 25   | SA        |                  |
|                       | Area di servizio "Baronissi"                        | 6    | 24   | SA        |                  |
|                       | Lancusi                                             | 8    | 22   | SA        |                  |
|                       | Università di Salerno Somente desde e para Salerno  | 8,8  | 22   | SA        |                  |
|                       | Caserta - Salerno Roma - Firenze - Bologna - Milano | 9    | 21   | SA        |                  |
|                       | Fisciano - Mercato San Severino                     | 10   | 20   |           |                  |
|                       | Montoro Inferiore                                   | 14   | 16   | AV        |                  |
|                       | Montoro Superiore                                   | 17   | 13   | AV        |                  |
|                       | Solofra                                             | 20   | 10   | AV        |                  |
|                       | Serino                                              | 23   | 7    | AV        |                  |
|                       | SS 7 bis Avellino Napoli - Canosa (Avellino Est)    | 30   | 0    | AV        |                  |